# Szmul Zygielbojm
Szmul Mordechaj Zygielbojm, ps. Artur (jid. ‏שמואל זיגלבוים‎; ur. 21 lutego 1895 w Borowicy, zm. 12 maja 1943 w Londynie) – polsko-żydowski polityk lewicowy, członek Bundu, sekretarz generalny Sekcji Żydowskiej Centralnej Komisji Związków Zawodowych, redaktor pisma Arbeter Fragen (jid. ‏אַרבעטער פֿראַגן‎), radny Warszawy i Łodzi. Od 1942 członek Rady Narodowej RP w Londynie.

## Życiorys

### Wczesne lata
Zygielbojm urodził się w 1895 w Borowicy (koło Krasnegostawu). Rodzicami byli Josef i Hena Pinkier. Był jednym z jedenaściorga ich dzieci. Aby uniknąć biedy, był zmuszony rozpocząć pracę w fabryce już w wieku 10 lat. Później, gdy już był żonaty i miał dwójkę dzieci, zaczął pracować jako rzemieślnik, zajmujący się wyrobem rękawiczek. Od małego wykazywał pęd ku wiedzy, edukując się pilnie, w krótkim czasie nadrabiając zaległości z lat biednego dzieciństwa. Wstąpił do Bundu w Chełmie. W Bundzie przejawiły się jego talenty organizacyjne i oratorskie. Szybko został wybrany do komitetu centralnego tej partii.

### Działalność polityczna
Wkrótce potem Zygielbojm został sekretarzem generalnym Sekcji Żydowskiej Centralnej Komisji Związków Zawodowych. W 1927 został także wybrany do rady miejskiej Warszawy. W 1936 przeprowadził się do Łodzi, gdzie również został radnym.
Po wybuchu II wojny światowej wrócił do Warszawy, gdzie pomagał w organizowaniu obrony miasta przed wojskami niemieckimi. Był jednym z 12 zakładników mających, zgodnie z aktem kapitulacji miasta z 28 września, gwarantować swym życiem spokój i porządek w początkowym okresie okupacji niemieckiej; jego nazwisko zostało wymienione w obwieszczeniu prezydenta Stefana Starzyńskiego z 5 października 1939. Organizował podziemny żydowski ruch oporu. Wszedł w skład Judenratu.
W 1940, korzystając z wsparcia centralnej organizacji Bundu, udało mu się wydostać z okupowanej Polski (podczas ucieczki został zatrzymany na granicy belgijsko-niemieckiej, uratował go Paul-Henri Spaak, socjalista belgijski, premier Belgii (do 1939)) i dotrzeć do Brukseli; wygłosił tam przemówienie na konferencji europejskich partii socjaldemokratycznych. Jego tematem była sytuacja Żydów na ziemiach polskich.

### Działalność londyńska
Następnie dotarł do Londynu, gdzie w 1942 został członkiem Rady Narodowej RP z ramienia swojej partii. Było to ciało opiniodawcze i doradcze, substytut Sejmu, powołane w grudniu 1939 dekretem prezydenta RP Władysława Raczkiewicza. Zygielbojm zasiadał w nim wraz z m.in. reprezentantem syjonistów Ignacym Schwartzbartem. Działając w Radzie, starał się przekazywać informacje o trwającym w Polsce Holokauście. Otrzymywał od polskiego podziemia i organizacji żydowskich obszerne raporty, z którymi następnie próbował dotrzeć do najwyższych władz politycznych i wojskowych. Otrzymywał informacje m.in. od kierownictwa Bundu (które nazwało się Centralnym Komitetem Ruchu Żydowskich Mas Pracujących) i Żydowskiego Komitetu Narodowego, a następnie przekazywał je Światowemu Kongresowi Żydów i Amerykańskiemu Kongresowi Żydowskiemu, licząc na wykorzystanie wpływów i środków finansowych obu potężnych organizacji, w celu wywarcia nacisku na rządy alianckie i skłonienie ich do pomocy mordowanym Żydom. W dążeniach tych wspierał go premier Władysław Sikorski, jednak nie przyniosło to żadnych efektów.
W 1942 roku, na krótko przed swoim samobójstwem, w swojej książce Stop Them Now. German Mass Murder of Jews in Poland Zygielbojm napisał:

W tym miejscu muszę wspomnieć, że ludność polska udziela wszelkiej możliwej pomocy i współczucia dla Żydów. Solidarność polskiej ludności ma dwa aspekty: po pierwsze jest to wspólne cierpienie, a po drugie wspólna walka przeciwko nieludzkiemu okupantowi. Walka z prześladowcami  jest ciągła, wytrwała, w konspiracji i toczy się nawet w getcie, w warunkach tak strasznych i nieludzkich, że są one trudne do opisania lub do wyobrażenia. (...) Ludność żydowska i polska pozostaje w stałym kontakcie, wymieniając prasę, informacje i rozkazy. Mury getta nie oddzieliły w rzeczywistości ludność żydowską od Polaków. Polskie i żydowskie społeczeństwo wciąż walczy razem o wspólny cel, tak jak walczyło przez wiele lat w przeszłości.

Rezultaty były mierne nawet wtedy, gdy 20 kwietnia 1943 Żydowski Komitet Narodowy i Bund opisywały walkę powstańców w getcie warszawskim w następujący sposób:

Ludność Warszawy śledzi walkę z podziwem i wyraźną życzliwością dla walczącego getta. Zażądajcie od Międzynarodowego Czerwonego Krzyża, by zwiedził również getta i obozy śmierci w Oświęcimiu, Treblince, Bełżcu, Sobiborze i inne obozy koncentracyjne w Polsce.

Na Zygielbojmie szczególne wrażenie wywarła jednak depesza z dnia 28 kwietnia, w której to pisano:

Natychmiastowej, skutecznej pomocy może teraz udzielić potęga aliantów. Imieniem milionów już pomordowanych Żydów, imieniem obecnie palonych i masakrowanych, imieniem heroicznie walczących i nas wszystkich na śmierć skazanych, wołamy wobec świata: Niech już teraz, a nie w mrokach przyszłości, dokona potężny odwet aliantów na krwiożerczym wrogu – w sposób powszechnie jako rewanż zrozumiały. Niech najbliżsi nasi sprzymierzeńcy uzmysłowią sobie nareszcie rozmiary odpowiedzialności wobec bezprzykładnej nad całym narodem popełnionej zbrodni hitlerowskiej, której tragiczny epilog teraz się odbywa. Niech bohaterski, wyjątkowy w dziejach zryw straceńców getta pobudzi wreszcie świat do czynów na miarę wielkości chwili.

Apele te nie odniosły żadnego skutku. Alianci (oficjalnie) nie chcieli uwierzyć w doniesienia z okupowanej Polski. Zygielbojm wysyłał także listy do prezydenta USA, Roosevelta, przemawiał na antenie radia BBC, a także proponował, aby alianckie samoloty rozrzuciły nad Niemcami ulotki zawierające informacje o zagładzie Żydów. Bezskutecznie.

### Śmierć

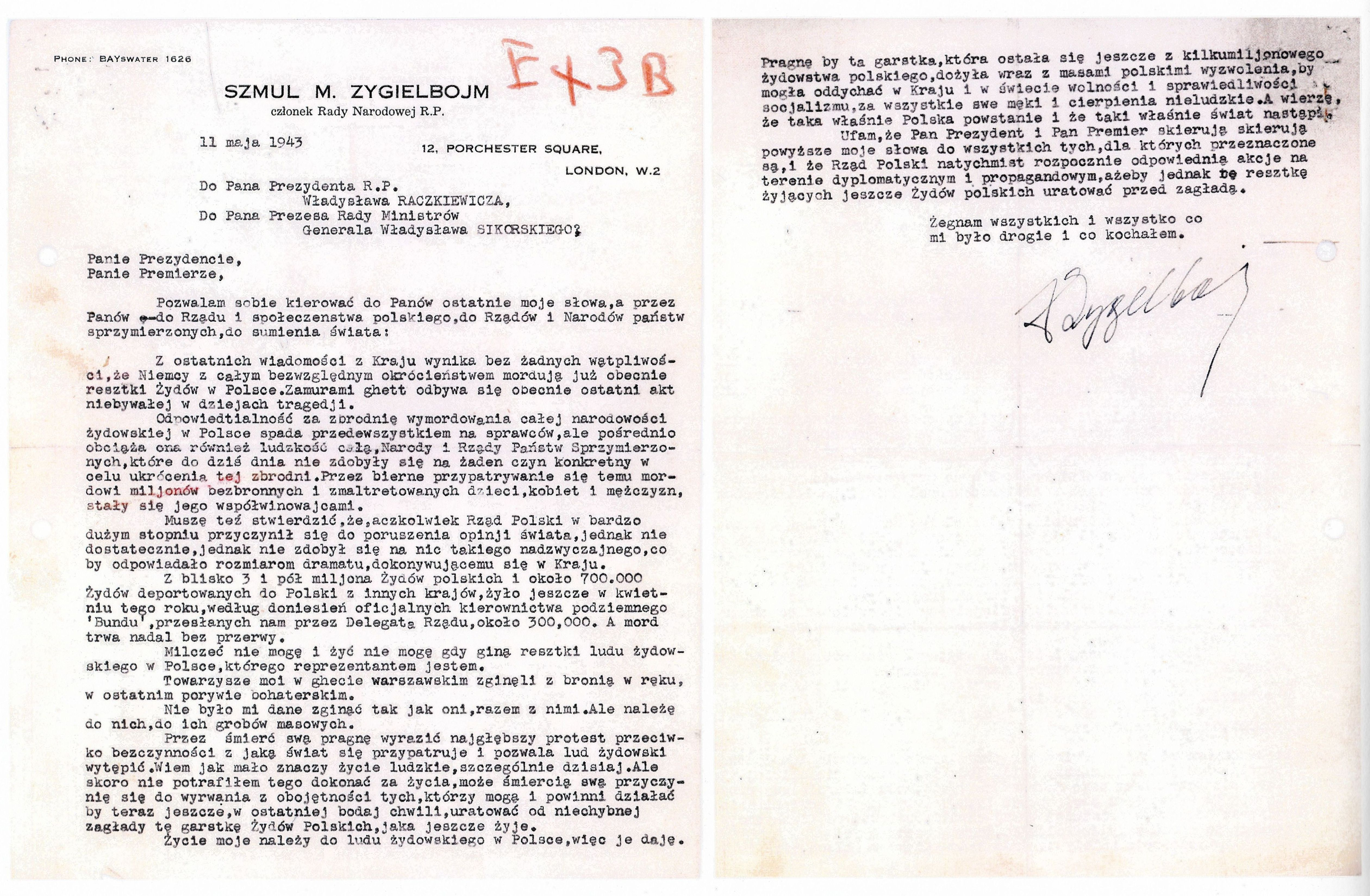
List Szmula Zygielbojma napisany przed popełnieniem samobójstwa, datowany na 11 maja 1943

Po upadku powstania w getcie warszawskim, 12 lub 13 maja 1943 popełnił w Londynie samobójstwo przez zażycie środków nasennych w proteście przeciw bezczynności aliantów wobec ludobójstwa Żydów. Pozostawił po sobie list, datowany na 11 maja, w którym pisał m.in.

Nie mogę pozostać w spokoju. Nie mogę żyć, gdy resztki narodu żydowskiego w Polsce, którego jestem przedstawicielem, są likwidowane. Moi towarzysze w getcie warszawskim polegli z bronią w ręku w ostatnim bohaterskim boju. Nie było mi sądzonym zginąć tak jak oni, razem z nimi. Ale należę do nich i do ich grobów masowych. Śmiercią swoją pragnę wyrazić najsilniejszy protest przeciw bierności, z którą świat przygląda się i dopuszcza zagłady ludu żydowskiego.

List został skierowany do prezydenta RP Władysława Raczkiewicza i premiera Władysława Sikorskiego.

## Upamiętnienie

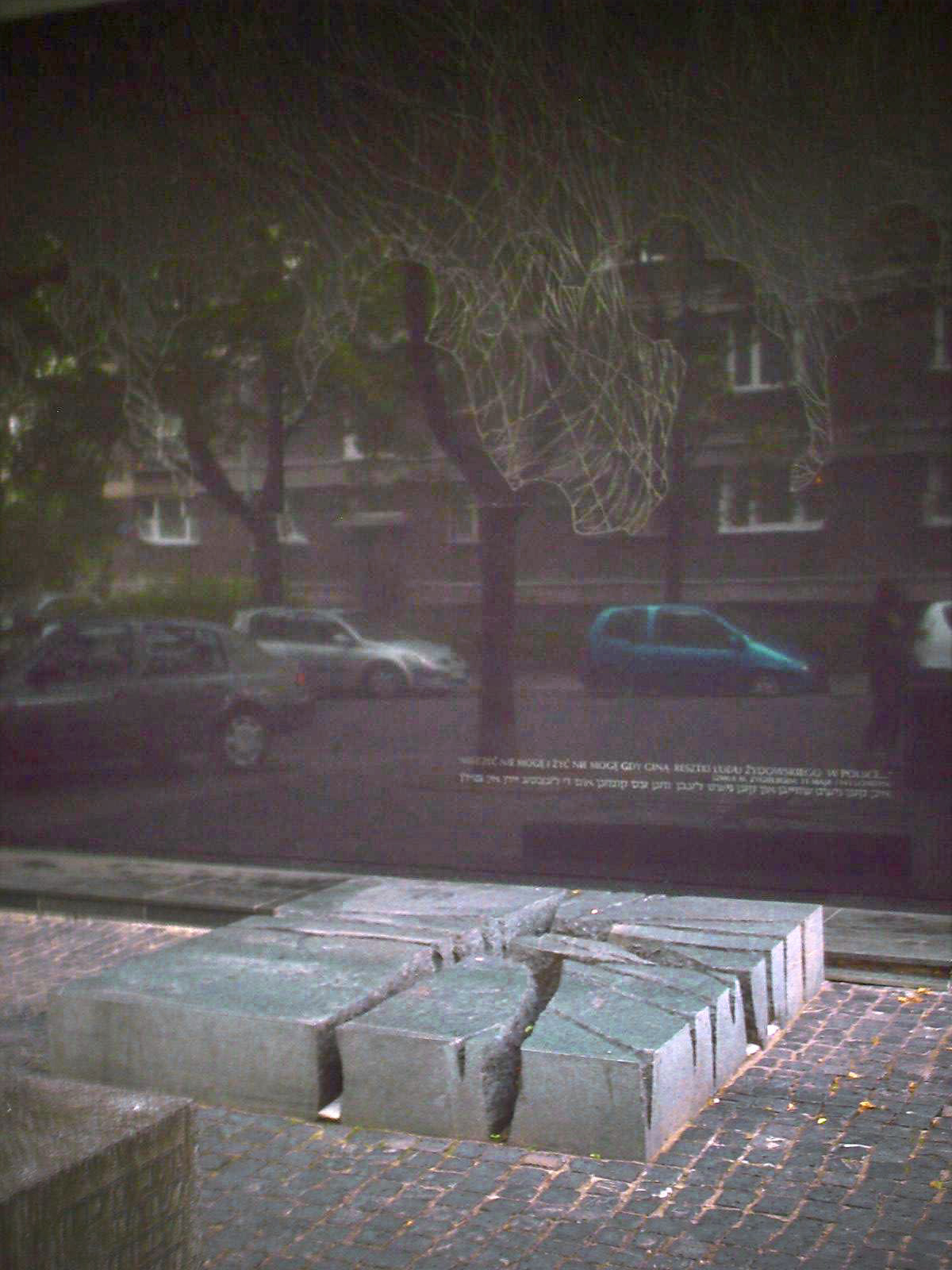
Pomnik Szmula Zygielbojma w Warszawie

### Literatura
Władysław Broniewski zadedykował Zygielbojmowi wiersz pt. Non omnis moriar..., z tomiku Żydzi polscy z 1943.
22 lipca 2018 ulicami Warszawy przeszedł Marsz Pamięci, by uczcić pamięć ofiar likwidacji getta, który był poświęcony postaci Szmula Zygielbojma.

### Wystawy
Od 11 maja do 22 lipca 2018 w Żydowskim Instytucie Historycznym im. Emanuela Ringelbluma otwarta była wystawa „Szmul Zygielbojm. Milczeć nie mogę i żyć nie mogę”, poświęcona życiu Zygielbojma. Wystawa była prezentowana również w w Muzeum w Treblince (2 sierpnia 2018 – 28 lutego 2019).

### Filmy
- Śmierć Zygielbojma (2000), film dokumentalny przedstawiający historię działań Szmula Zygielbojma, próbującego poruszyć sumienie świata w obliczu Holokaustu. Scenariusz i reżyseria Dżamila Ankiewicz,
- Mur (2001), film dokumentalny przedstawiający życiorys Artura Szmula Zygielbojma. Scenariusz i reżyseria Mieczysława Wazacz.
- Śmierć Zygielbojma – polski film fabularny z 2021 w reżyserii Ryszarda Brylskiego

### Place
W kwietniu 1986 imieniem Szmula Zygielbojma nazwano skwer na warszawskim Muranowie (rejon ulic Zamenhofa, Dubois i Edelmana).

### Pomniki i tablice pamiątkowe
W 1997 przy ul. Lewartowskiego 6 w Warszawie odsłonięto pomnik upamiętniający działalność i śmierć Szmula Zygielbojma. Tuż obok znajduje się poświęcony mu kamienny blok Traktu Pamięci Męczeństwa i Walki Żydów z 1988.
W 2008 na domu w Chełmie, w którym mieszkał, odsłonięto tablicę pamiątkową.

## Odznaczenia
W 1998 Szmul Zygielbojm został pośmiertnie odznaczony Krzyżem Komandorskim z Gwiazdą Orderu Odrodzenia Polski.